# Крушение парохода «Надежда»
Крушение парохода «Надежда» — крупнейшее кораблекрушение на Западной Двине, произошедшее с пароходом «Надежда» 27 апреля 1919 года. В результате кораблекрушения погибло не менее 100 человек.

## История парохода

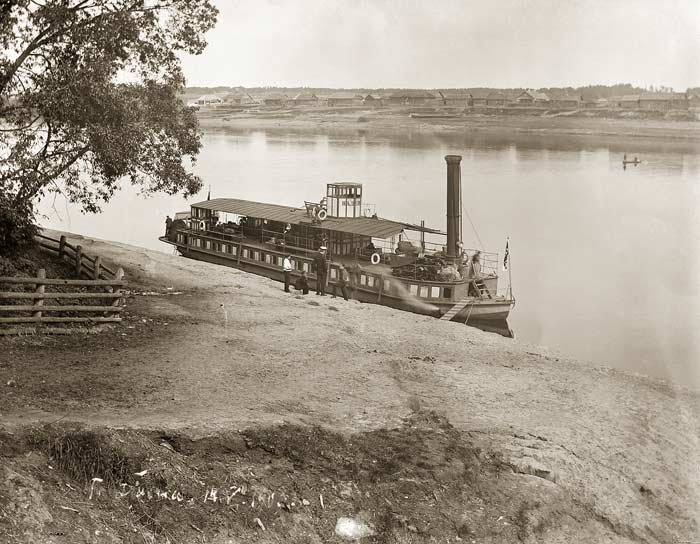
Пароход «Надежда» в Дисне, 1903 год.

«Надежда» — заднеколёсный однопалубный грузо-пассажирский пароход, построенный в 1892 году компанией «Ланге и сын» на верфи в Риге. Размерения: длина — 30,4 м, ширина — 5 м, осадка — 0,6 м, мощность — 96 л. с.. Пассажировместимость до 300 человек.
С 1900 года владелец Л. Рахилевич; организовал на нём рейсы на маршрутах Витебск—Дисна.
В 1918 году «Надежда» вместе с пароходами «Герой», «Борец» была захвачена немцами в Улле и затоплена в реке Ульянке до верхней палубы вместе с 15 барками, двумя пристанями и плашкоутом (широким несамоходным судном). После ухода немцев сотрудники Витебского районного управления водного транспорта Северо-Западной области при содействии местных жителей подняли пароходы и откачали воду. Суда были в очень печальном состоянии, на них отсутствовали многие детали, особенно медные, поэтому пароходы были поставлены на ремонт.
С 1919 года «Надежда» курсировала между Витебском и Бешенковичами под командованием опытного капитана Михаила Михайловича Козловского, назначенного на эту должность 25 марта 1919 года. Козловский более сорока лет водил суда по Западной Двине и хорошо знал фарватер от Двинска до Дисны.

## Крушение

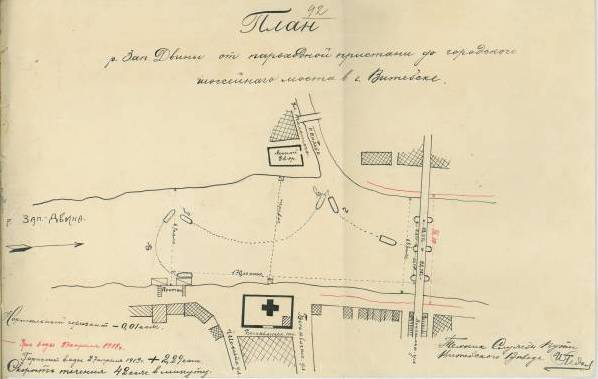
Схема крушения парохода «Надежда»

27 апреля 1919 года в 9 часов утра пароход под управлением рулевого Якова Евдокимова прибыл из Бешенковичей в Витебск. Около двух часов дня он дал три свистка, после третьего скомандовал: «Ход вперед». «Надежда» отчалила от пристани пассажирским рейсом № 3 на Бешенковичи. Всего на ней в тот день было 242 пассажира, в том числе 5 детей.
Пристань, от которой отправился пароход, располагалась у правого берега Западной Двины близко к Двинскому мосту — всего на расстоянии около 360 метров выше по течению. Существовало два способа разворота судов. Чаще всего поднимались вверх по течению метров на 600-700 и там разворачивались, иногда делали это прямо от пристани, но без полной отдачи швартовов (то есть, полностью не отвязывали).
Капитан Козловский во время разворота судна пытался выполнить нестандартный манёвр. Он прошёл всего несколько метров вверх по течению и начал разворот. Манёвр сразу не задался; пройдя далее середины реки, капитан скомандовал задний ход. При малой задней скорости судно плохо слушалось руля, корму разворачивало в направлении течения, ветер был против движения — всё это привело к тому, что далее смена хода судна с заднего на передний произошла значительно ближе к мосту, чем рассчитывал капитан, не оставляя достаточного места для безопасного разворота в сторону моста. Задним ходом с поворотом вправо по ходу примерно на 90° пароход дошёл до устья Витьбы, и около 150 метров от моста, выше по течению, был дан ход вперёд по направлению к мосту с оказавшимся роковым доворотом влево примерно на 30°, в результате чего «Надежда», сносимая течением, навалилась бортом на каменный ледорез опоры, не успев его миновать до входа в створ моста. (См. схему на рис.).
Капитан, некоторые пассажиры и члены команды были выброшены в холодную воду, другие бросились на правый борт, чтобы перебраться на опору моста. Пароход накренился, зачерпнул окнами кают воду и стал тонуть. Погибло не менее 100 человек. Такое количество жертв объясняется, в том числе, быстротой развития событий, в результате чего многие пассажиры не успели покинуть свои каюты через двери или иллюминаторы.

## Расследование
Первоначально расследование причин аварии было возложено на начальника витебской городской милиции Александра Реуцкого. 28 апреля в Витебск прибыли специалисты из Смоленска: техник и юрист Управления водного транспорта Северо-Западной области (Севзапвода), которые организовали комиссию по расследованию обстоятельств крушения. В дальнейшем милиция не была привлечена к расследованию.
После тщательного изучения всех материалов комиссия пришла к выводу, что капитан направил судно на ледорез без злого умысла, вследствие преклонного возраста и плохой погоды. В качестве причин крушения отмечались нарушения в работе Витебского рупвода: использование аварийных судов, назначение на работу пожилых людей без медицинского осмотра и документов, отсутствие чётких правил судоходства и знаний в области оказания помощи пострадавшим в аварийной ситуации.